# Xestia lidia
Xestia lidia là một loài bướm đêm trong họ Noctuidae.